# Summer Nights (canção do musical Grease)
"Summer Nights" é uma música popular do musical Grease. Escrita por Jim Jacobs e Warren Casey, sua versão mais conhecida foi gravada por John Travolta e Olivia Newton-John para o filme Grease, de 1978, sendo lançada como single no mesmo ano. 
"Summer Nights" tornou-se um enorme sucesso nos Estados Unidos e no Reino Unido durante o verão de 1978. No Reino Unido o single ficou em primeiro lugar por sete semanas. Incluída no álbum da trilha sonora do filme, a canção foi um dos vários singles de sucesso do filme.